# Humpatella constricta
Humpatella constricta är en insektsart som beskrevs av Karsch 1896. Humpatella constricta ingår i släktet Humpatella och familjen Pyrgomorphidae. Inga underarter finns listade i Catalogue of Life.